# Éric Carrière
Éric Carrière (Foix, 24 mei 1973) is een Frans voormalig voetballer. Tijdens zijn carrière speelde hij voor FC Nantes, Olympique Lyon, RC Lens en Dijon FCO.
Carrière werd viermaal landskampioen van Frankrijk (2001, 2002, 2003, 2004), won tweemaal de beker (1999, 2000) en wist met Frankrijk de Confederations Cup te veroveren (2001).
Het seizoen 2000-2001 was het beste seizoen voor de voetballer. Hij werd landskampioen met FC Nantes, won de Confederations Cup en was ook topscorer van het toernooi en werd bovendien door de spelersvakbond UNFP uitgeroepen tot beste speler van de Ligue 1.
Carrière kwam tien keer uit voor de nationale ploeg van Frankrijk en scoorde vijf keer gedurende zijn interlandcarrière.
Samen met zijn vrouw Rachel heeft Carrière één dochtertje, Lola.

## Erelijst
FC Nantes
- Frans landskampioen

2001
 Frans voetbalelftal
- FIFA Confederations Cup

2001
1 Ramé ·
2 Sagnol ·
3 Lizarazu ·
4 Vieira ·
5 Gillet ·
6 Djorkaeff ·
7 Pirès ·
8 Desailly  ·
9 Anelka ·
10 Carrière ·
11 Wiltord ·
12 Coupet ·
13 Silvestre ·
14 Née ·
15 Bréchet ·
16 Dacourt ·
17 Marlet ·
18 Lebœuf ·
19 Karembeu ·
20 Camara ·
21 Dugarry ·
22 Robert ·
23 Landreau ·
Coach: Lemerre